# 拉维拉特
拉维拉特（法語：Lavillatte，法語發音：[lavilat]）是法国阿尔代什省的一个市镇，属于拉让蒂耶尔区。

## 地理
拉维拉特（44°44'39"N, 3°57'9"E）面积18.6 平方千米，位于法国奥弗涅-罗讷-阿尔卑斯大区阿尔代什省，该省份为法国东南部内陆省份，北起顺时针与卢瓦尔省、伊泽尔省、德龙省、沃克吕兹省、加尔省、洛泽尔省和上盧瓦爾省接壤。
与拉维拉特接壤的市镇（或旧市镇、城区）包括：阿斯泰、库库龙、伊桑拉、拉纳斯、莱斯佩龙、勒普拉尼亚勒、圣阿尔邦昂蒙塔涅、圣保罗德塔尔塔斯。

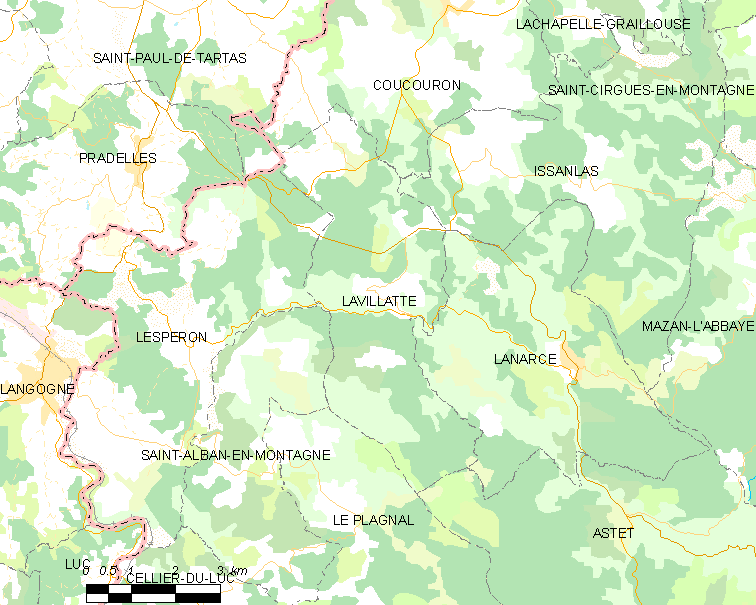
拉维拉特的OSM定位图

拉维拉特的时区为UTC+01:00、UTC+02:00（夏令时）。

## 行政
拉维拉特的邮政编码为07660，INSEE市镇编码为07137。

## 政治
拉维拉特所属的省级选区为上阿尔代什县。

## 人口

1962-2008年间拉维拉特人口变化图示

拉维拉特于2022年1月1日时的人口数量为43人。